# گلدبار (واشینگتن)
گلدبار (به انگلیسی: Gold Bar) شهری در شهرستان اسنوهومیش ایالت واشنگتن است که در سرشماری سال ۲۰۱۰ میلادی، ۲۰۷۵ نفر جمعیت داشته است.